# Corcu Duibne

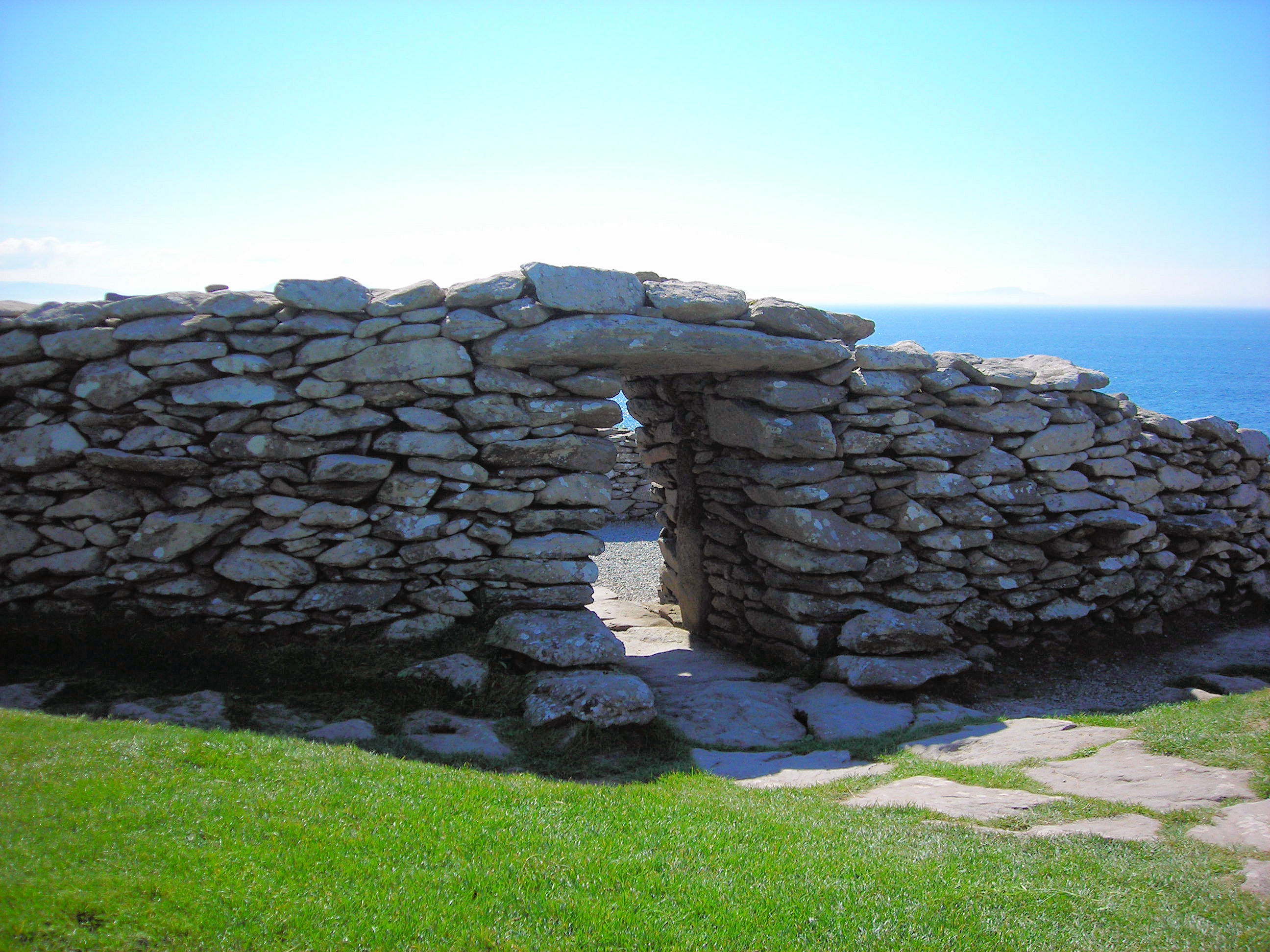
Fuerte Dunbeg Fort en la península de Dingle.

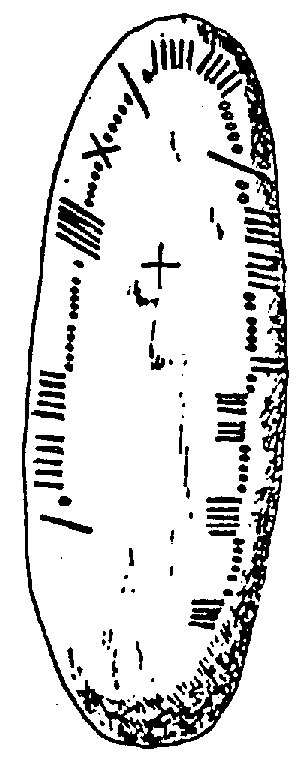
Un piedra inscrita en Ogam encontrada en Ballintaggart, Kerry. El texto reza "MAQQI IARI (K)[OI] MAQQI MUCCOI DOVVINIAS", conmemorando a "Mac-Iari", miembro de los Corco Duibne. Dibujado por el anticuario y arquitecto de Cork Richard Rolt Brash (1817–1876) y publicado en 1879 en su trabajo póstumo El Ogam Monumentos inscritos de los Gaedhil en las islas británicas.

Corcu Duibne, que significa "semilla o tribu de Duibhne" (un nombre personal irlandés), fue un importante reino de época prehistórica y medieval situado en el Condado de Kerry, Irlanda que incluía las penínsulas de Dingle e Iveragh y las tierras circundantes en el reino de Munster. La tribu pertenecía a los Érainn y afirmaba descender del legendario Conaire Mór, haciéndoles primos de reinos tan lejanos como Dál Riata en Ulster y Escocia, o de los más cercanos Múscraige y Corcu Baiscind. Todas las tribus pertenecían a los legendarios Síl Conairi y finalmente localizaban su ascendencia en los Clanna Dedad.

## Ramas y relaciones con otros reinos
Las ramas gobernantes de los Corcu Duibne fueron los O'Shea y O'Falvey, y posiblemente O'Connell.
Autores de aproximadamente un tercio de todas las inscripciones irlandesas en ogham en la zona, la existencia de los Corcu Duibne está atestiguada ya el siglo V. Dicen descender de un antepasado femenino llamado DOVINIA.
La fortaleza de la Edad de Hierro de Caherconree, preserva el nombre del legendario Cú Roí, primo de Conaire Mór, en la península de Dingle, cuyo nombre en irlandés moderno es Corca Dhuibhne.
Las relaciones entre los Corcu Duibne y los cercanos Eóganacht Locha Léin son poco conocidas, pero parece que pasaron cierto tiempo bajo su dominio, dentro del poderoso pero breve reino de Iarmuman. El gobierno de los lejanos Eóganacht Chaisil no es tan claro y es probable que los Corcu Duibne disfrutaran de una breve independencia durante el primer milenio.

## Orígenes legendarios
El texto del siglo VIII conocido como La Expulsión del Déisi atribuye a los Corcu Duibne un fundador epónimo llamado, Corc Duibne, miembro de una familia de los Érainn, llamada Síl Conairi, por Conaire Mór. En particular, la versión "B" posterior incluye un largo episodio que describe el nacimiento y niñez de Corc. Corc y su hermano gemelo Cormac nacen del incesto entre Coirpre Músc (Múscraige) y Duihind, hijos de Conaire Cóem, descendiente de Conaire Mór. Su concepción causa la pérdida de las cosechas y la gente decide inmolarlos para acabar con la maldición. Sin embargo, un druida se ofrece a llevar a Corc a una isla para sacar la abominación de Irlanda. Recitando un poema que pronostica cosas grandes para los descendientes de Corc, el druid y su mujer Boí llevan al chico a la isla de Inis Boí. Todas las mañanas durante un año, Boí realiza un ritual de purificación en que da Corc una ablución mientras está sentado en la espalda de un vaca blanca con orejas rojas del Otro Mundo. Finalmente una mañana la maldición de Corc desaparece y pasa a la vaca, que salta al océano y se convierte en piedra, convirtiéndose en la roca de Bó Boí. Boí lleva a Corc a su abuela, Sárait, hija de Conn Cétchathach, y finalmente la convence para aceptarle.
Cuándo es más viejo Corc es enviado como rehén a la corte de Cormac mac Airt, Rey de Tara. Allí  es adoptado por Óengus Gaíbúaibthech, un jefe de los Déisi. Cuándo Óengus y su pueblo son expulsados de Tara por una disputa sangrienta con el hijo del rey, Corc abandona su condición y se une a su padre adoptivo, luchando junto a él en muchas batallas. Finalmente los Déisi vagan hasta la costa meridional de Irlanda y llegan a la isla donde Corc creció. Él trata de convencerles para asentarse allí, pero eligen ir más al norte. Corc se queda y funda su dinastía.